# Stranglers In the Night
Stranglers In the Night es el decimoprimer álbum de estudio de la banda inglesa The Stranglers. Es el primer trabajo de la banda sin Hugh Cornwell al frente de la misma, incorporando a Paul Roberts en voz y a John Ellis en guitarra. Producido por Mike Kemp entre 1991 y 1992, y lanzado en septiembre de 1992 por el sello Psycho Records.

## Listado de canciones
1. "Time To Die" (3:51)
2. "Sugar Bullets" (5:26)
3. "Heaven Or Hell" (4:31)
4. "Laughing At The Rain" (3:42)
5. "This Town" (5:18)
6. "Brainbox" (2:48)
7. "Southern Mountains" (3:46)
8. "Gain Entry To Your Soul" (4:28)
9. "Grand Canyon" (4:11)
10. "Wet Afternoon" (4:02)
11. "Never See" (4:00)
12. "Leave It To The Dogs" (5:32)
13. "Coffee Shop" (4:28) -edición US-
14. "Vicious Circles" (3:21) -edición US-
15. "So Uncool" (3:08) -edición US-

## Miembros
The Stranglers
- Paul Roberts - Voz.
- John Ellis - Guitarra.
- Jean Jacques Burnel - Bajo y coros.
- Dave Greenfield - Órgano, sintetizador y coros.
- Jet Black - Batería y percusión.

- Datos: Q302583